# Білий рух
ДОН

Белая гвардия, путь твой высок:

Чёрному дулу — грудь и висок.

Божье да белое твоё дело:

Белое тело твоё — в песок.

Не лебедей это в небе стая:

Белогвардейская рать святая

Белым видением тает, тает…

Старого мира — последний сон:

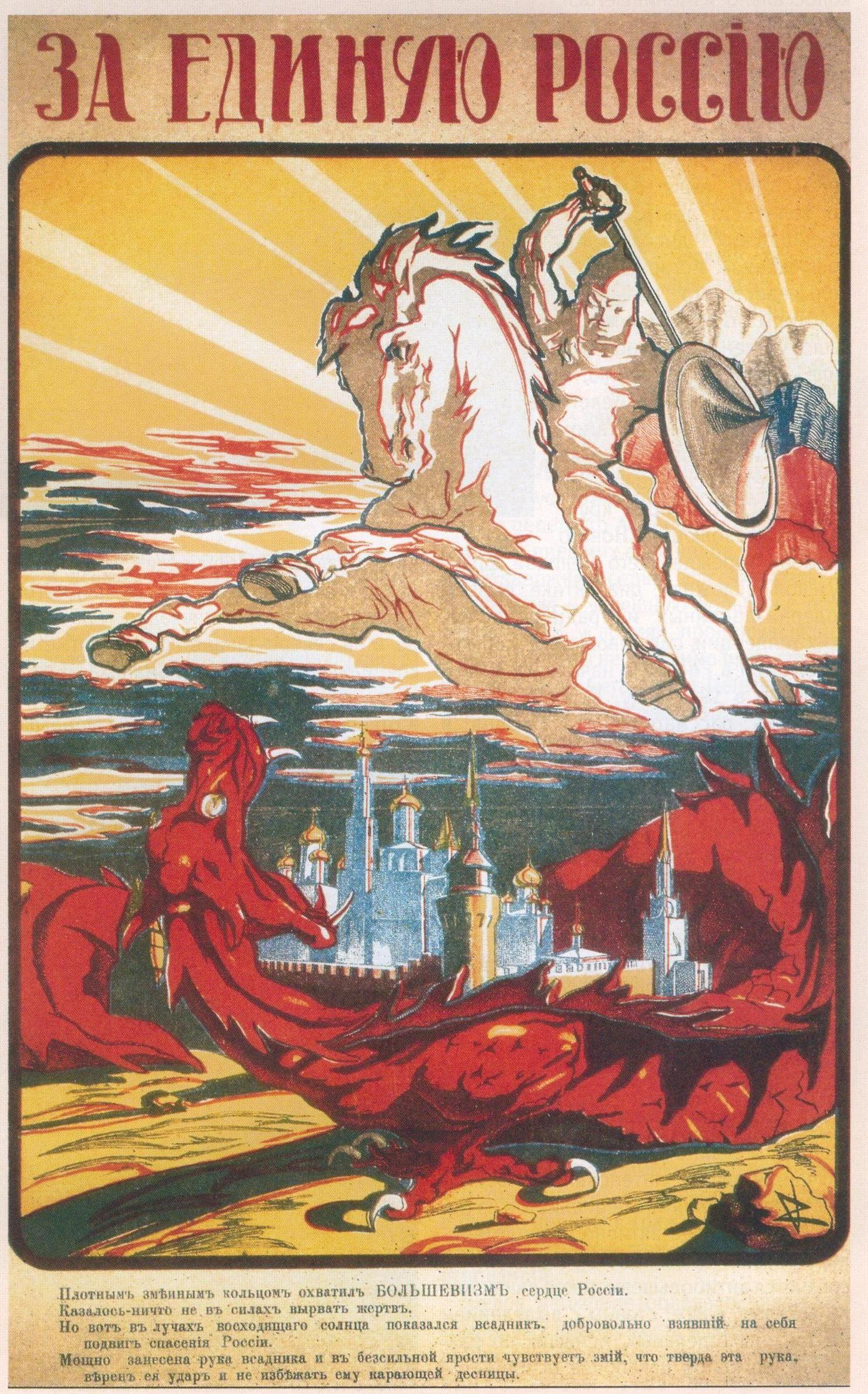
За єдину Росію. Плакат 1919

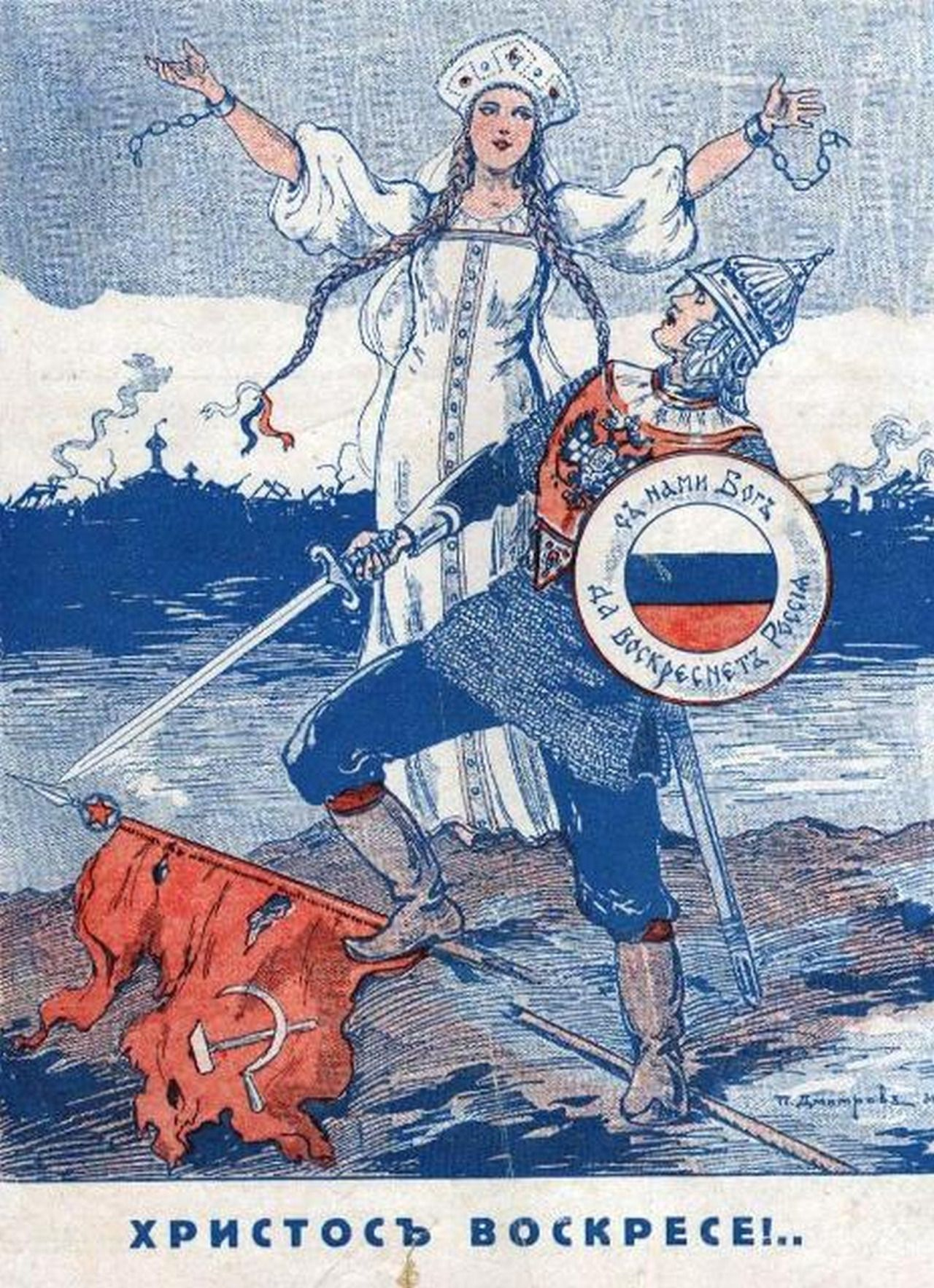
Обкладинка журналу «Годинник»

Молодость — Доблесть — Вандея — Дон.

11 (24) березня 1918 р.

Зведено-офіцерський полк Добровольчої армії, лютий 1918
ДОН
Белая гвардия, путь твой высок:
Чёрному дулу — грудь и висок.
Божье да белое твоё дело:
Белое тело твоё — в песок.
Не лебедей это в небе стая:
Белогвардейская рать святая
Белым видением тает, тает…
Старого мира — последний сон:
Молодость — Доблесть — Вандея — Дон.
11 (24) березня 1918 р.
Вірш Марини Цвєтаєвої, присвячений Білій гвардії, у лавах якої Півдні Росії бився її чоловік Сергій Ефрон.

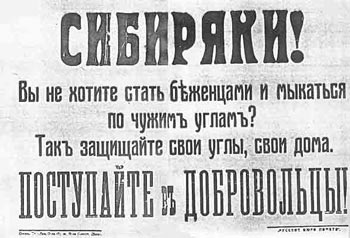
Звернення. Осінь 1919

Білий рух (також зустрічались назви: «Біла справа», «Біла ідея», «Біла гвардія») – військово-політичний рух, що проходив у різних політичних відношеннях сил, був сформований за часів Громадянської війни 1917—1922 років в Росії з метою повалення радянської влади. Цей рух містив представників більшовицького ладу, здебільшого соціалістів і демократів, що не сприймали таку форму державного правління як диктатура, також патріотично налаштованих військових, і монархістів, об'єднаних проти більшовицької ідеології, що діяли на основі принципу «Великої, Єдиної та Неподільної Росії». Білий рух був найбільшою антибільшовицькою військово-політичною силою під час громадянської війни поряд з національними рухами за незалежність, басмацтвом у Середній Азії, а також іноземними інтервентами, анархо-комуністами («махновці») та «зеленими» (тамбовське повстання). Термін «Білий рух» зародився в Радянській Росії, а з 1920-х років. став вживатися і в російській еміграції.
Попри те, що ідеологія Білого руху існувала в серйозних розбіжностях, у цьому русі домінувало бажання поновити в Росії демократичний, парламентський політичний устрій, щодо приватної власності та ринкових відносин. Білий рух в цілому, незважаючи на наявність політичних відтінків, тобто республіканці, монархісти, непредрешенці, був військово-політичним рухом, який відстоював цінності столипінської Росії .
Сучасники російської історії підкреслюють національно-патріотичний характер боротьби Білого руху , погоджуючись у цьому питанні з ідеологами Білого руху, яке з часів Громадянської війни трактувалося як російський національний патріотичний рух.
Білий рух відрізняється рядом ознак від інших антибільшовицьких сил Громадянської війни:
1. Білий рух був організованим військово-політичним рухом проти радянської влади та союзних їй політичних структур, його непримиренність до радянської влади виключала будь-який мирний, компромісний результат Громадянської війни.
2. Білий рух відрізняла установка на пріоритет у воєнний час одноосібної влади над колегіальною, а воєнною — над цивільною. Для білих урядів[11] було характерно відсутність чіткого поділу влади, представницькі органи або не грали жодної ролі, або мали лише дорадчі функції.
3. Білий рух намагався легалізувати себе в масштабі всієї країни, проголошуючи свою спадкоємність від дофевральської та дожовтневої Росії.
4. Визнання усіма регіональними білими урядами загальноросійської влади адмірала А. Ст. Колчака призводило до бажання досягти спільності політичних програм та координації військових дій. Рішення аграрного, робітника, національного та інших основних питань було важливо подібним.
5. Білий рух мав спільну символіку: триколірний біло-синьо-червоний прапор, герб, офіційний гімн «Як славен наш Господь в Сіоні» [12] .

Ідеологічне зародження Білого руху можна починати згадувати з підготовки корніловського виступу, що відбувся у серпні 1917 року. Організаційне оформлення Білого руху почалось після жовтневої революції та ліквідації Установчих зборів в жовтні — січні 1918 року, і закінчилося після приходу до влади 18 листопада 1918 року адмірала Колчака і визнання Верховного правителя Росії головними центрами Білого руху на Півночі, Північному Заході і Півдні Росії  .

## Білий рух в еміграції
Біла еміграція, яка з 1920 року набула масового характеру, сформувалася в ході кількох етапів. Перший етап пов'язаний із евакуацією Збройних сил Півдня Росії генерал-лейтенанта Денікіна А. І. з Новоросійська у лютому 1920 року. Другий етап — з виходом Російської армії генерал-лейтенанта барона Врангеля П. М. з Крима в листопаді 1920 року, третій — з поразкою військ адмірала Колчака О. В. та евакуацією японської армії з Приморя в 1920—1921 роках.

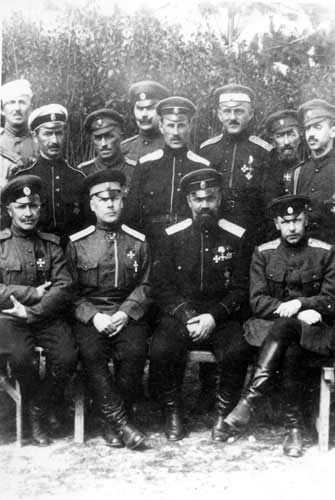
Білі емігранти в Болгарії

Після евакуації Криму залишки Російської армії були розміщені в Туреччині, де генерал Врангель Миколайович, його штаб та старші начальники отримали можливість відновити її як бойову силу. Ключовим завданням командування стало, по-перше, досягти від союзників по Антанті матеріальної допомоги у необхідних розмірах, по-друге, парирувати всі їхні спроби роззброїти та розпустити армію, і по-третє, дезорганізовані та деморалізовані поразками та евакуацією частини у найкоротший термін реорганізувати та упорядкувати, відновивши дисципліну та бойовий дух.
Юридичне становище російської армії та військових союзів було складним: законодавство Франції, Польщі та інших країн, біля яких вони розташовувалися, не допускало існування якихось іноземних організацій, «що мають вигляд влаштованих за військовим зразком з'єднань». Держави Антанти прагнули перетворити російську армію, що відступила, але зберегти свій бойовий настрій і організованість, у співтовариство емігрантів. «Ще сильніше, ніж фізичні поневіряння, давила нас повна політична безправність. Ніхто не був гарантований від свавілля будь-якого агента влади кожної з держав Антанти. Навіть турки, які самі перебували під режимом свавілля окупаційної влади, стосовно нас керувалися правом сильного» — писав Савич Никанор, відповідальний за фінанси співробітник Врангеля. Саме тому Врангель приймає рішення про переведення своїх військ до слов'янських країн.
Весною 1921 року барон Врангель П. М. звернувся до болгарського та югославського урядів із запитом про можливість розселення особового складу російської армії до Югославії. Частинам було обіцяно утримання за рахунок скарбниці, що включало пайок і невелику платню. 1 вересня 1924 року Врангель П. М. видав наказ про утворення Російського загальновійськового союза (РЗВС). До нього включалися всі частини, а також військові товариства та спілки, які прийняли наказ до виконання. Внутрішня структура окремих військових підрозділів зберігалася недоторканною. Сам же РЗВС виступав у ролі об'єднуючої та керівної організації. Його головою став головнокомандувач, загальне управління справами РЗВС зосереджувалося у штабі Врангеля. З цього моменту можна говорити про перетворення російської армії на емігрантську військову організацію. Російський загальновійськовий союз став законним наступником Білої армії. Про це можна говорити, посилаючись на думку його творців: «Створення РЗВСа готує можливість у разі необхідності, під тиском загальної політичної обстановки, прийняти російської армії нову форму буття як військових союзів». Ця «форма буття» дозволяла виконувати головне завдання військового командування на еміграції — збереження наявних та виховання нових кадрів армії.
Невід'ємною частиною протистояння військово-політичної еміграції з режимом більшовиків на території Росії стала боротьба спецслужб: розвідувально-диверсійних груп РЗВС с органами ОДПУ — НКВС, що відбувалася у різних регіонах планети.

### Біла еміграція у політичному спектрі російського зарубіжжя
Політичні настрої і пристрасті початкового періоду білої еміграції були досить широкий спектр течій, що практично повністю відтворював картину політичного життя дожовтневої Росії. У першій половині 1921 року характерною рисою було посилення монархічних тенденцій, що пояснювалися, перш за все, бажанням пересічних біженців згуртуватися навколо «вождя», який міг би захистити їхні інтереси у вигнанні, а в майбутньому забезпечити повернення на батьківщину. Такі сподівання пов'язувалися з особистістю Врангеля П. М. і Миколи М. М., якому генерал Врангель перепідпорядкував РЗВС як верховному головнокомандувачу.
Біла еміграція жила надією повернення в Росію та звільнення її від тоталітарного режиму комунізму. Проте еміграція була єдина: від початку існування Російського Зарубіжжя у ньому намітилася запекла боротьба прибічників примирення з режимом, що встановився в підрадянській Росії. («Зміновіхівці») і прихильниками непримиренної позиції стосовно комуністичної влади та її спадщини. Біла еміграція на чолі з РЗВСом і російською православною церквою за кордоном склала табір непримиренних противників «антинаціонального режиму у Росії».
У тридцятих роках частина емігрантської молоді, діти білих борців, вирішила перейти у наступ більшовиків. Це була національна молодь російської еміграції, яка спочатку назвалася «НТС», згодом перейменована в «Національно-трудовий союз нового покоління» (НТСНП). Мета була простою: протиставити марксизму-ленінізму іншу ідею, засновану на солідарності та патріотизмі. Водночас НТСНП ніколи не асоціював себе з білим рухом, критикував білих, вважаючи себе політичною партією нового типу. Це в результаті призвело до ідейного та організаційного розриву НТСНП с РЗВСом, тим, хто продовжував залишатися на колишніх позиціях білого руху і критично ставився до «нацхлопчикам» (так в еміграції стали називати членів НТСНП).
У 1931 році в Харбіні на Далекому Схожі, в Маньчжурії, де проживала велика російська колонія, серед частини російської еміграції утворилася також Російська фашистська партія (РФП). Партія була створена 26 травня 1931 року на 1-му з'їзді російських фашистів, яка проводилася в Харбіні. Лідером РФП був Родзаєвський К. В..
Під час японської окупації Маньчжурії було створено Бюро російських емігрантів на чолі з Володимиром Кисліциним.

### Козацтво
До Європи емігрували і козацькі частини. Російські козаки з'явилися на Балканах. Усі станиці, точніше — лише станичні отамани та правління, — підкорялися «Об'єднаній раді Дону, Кубані та Тереку» і «Козачому союзу», які очолювалися Богаєвським.
Однією з найбільших була Белградська загальнокозацька станиця імені Петра Краснова, заснована у грудні 1921 року і налічувала 200 людина. Наприкінці 20-х чисельність її скоротилася до 70—80 людина. Довгий час отаманом станиці був під'єсаул Н. С. Сазанкін. Незабаром зі станиці пішли терці, утворивши свою станицю — Терську. Козаки, що залишилися в станиці, вступили в РЗВС і вона отримала представництво в «Раді військових організацій» IV відділу, де новий отаман генерал Марков мав однакове з іншими членами ради право голосу.
У Болгарії до кінця 20-х налічувалося трохи більше 10 станиць. Однією з найчисленніших була Каледінська в Анхіало (атаман — полковник Караваев М. И.), утворена в 1921 р. у кількості 130 осіб. Менш ніж через десять років у ній залишилося лише 20 осіб, причому 30 поїхало в Радянську Росію. Громадське життя козацьких станиць та хуторів у Болгарії полягало у допомозі нужденним та інвалідам, а також у проведенні військових та традиційних козацьких свят.
Бургаська козацька станиця, утворена в 1922 у кількості 200 чоловік до кінця 1920-х років налічувала також не більше 20 осіб, причому половина з початкового складу повернулася додому.

## Зародження та ідентифікація
Деякими учасниками подій висловлювалася думка, що Білий рух зародився навесні 1917 . Мілюков зауважував, що Білий рух сформувався на початку літа 1917 року як єдиний антибільшовицький фронт, що діяв від соціалістів до кадетів . Генерал Денікін пов'язував формування Білого руху (протиурядового чи протирадянського) з діяльністю офіцерського з'їзду, що був започаткований ще на початку травня 1917 у Могильові, на якому генерал Алексєєв сформулював гасло дня — «Рятувати Батьківщину!»  На думку теоретика російської контрреволюції, генерала Генерального штабу М. М. Головіна, головна їдея руху полягала в тому, що він зародився виключно для порятунку держави, що проходить етап руйнації та армії .
Деякі учасники дискусій вважали, що виникнення Білого руху було пов'язано з Корніловським виступом, що відбувся у серпні 1917 року. Ключові учасники цього виступу (Корнілов, Денікін, Марков, Романовський, Лукомський та ін.), згодом ув'язнені Бихівської в'язниці, стали провідниками Білого руху на Півдні Росії . Існувала також думка, яка була підтверджена генералом Алексєєвим з дня приїзду на річку Дон 15 листопада 1917 року
Більшість дослідників погоджувались з тим, що Жовтень 1917 року перервав події в розвитку контрреволюції, що полягала в порятунку державності, який почався після падіння самодержавства, і ініціював її перетворення на протибільшовицьку силу, що включала найрізноманітніші і навіть ворожі один одному політичні угруповання.
Для Білого руху характерною була державоцентричність. Це тлумачилось як необхідне відновлення законності та порядку в ім'я збереження національного суверенітету та підтримання міжнародного авторитету Росії  .
Окрім боротьби проти червоних, Білий рух протистояв також зеленим і сепаратистам у роки Громадянської війни в Росії 1917—1923 років. У цьому плані Біла боротьба переростала в загальноросійську, тобто боротьба російських між собою і обласну суперечка Білої Росії, що накопичувала сили на землях неросійських народів, як проти більшовицької Росії, так і проти сепаратизму народів, що намагалися від'єднатись від Росії.
Учасники руху називалися «білогвардійцями» або просто"білими". До білогвардійців не належали анархісти, одним із найвідоміших анархістів був Махно і так званих «зелених», які воювали і проти " червоних ", і проти «білих», і націонал-сепаратистські озброєні формування, що створювалися на території колишньої Російської імперії з метою завоювання самостійності тих чи інших національних територій.
На думку денікінського генерала П. І. Залісського, і лідера партії кадетів П. М. Мілюкова, основу своєї концепції Громадянської війни в праці «Росія на зламі», білогвардійці — це вигнані більшовиками люди всіх верств російського народу, які силою подій, через вбивства і насильство, що чинилися над ними ленінцями, були змушені взятися за зброю та організувати білогвардійські фронти.
Основою Білого руху вважалося офіцерство старої російської армії. При цьому переважна більшість молодших офіцерів і юнкерів вийшла з селян . Селянське походження мали й найперші особи Білого руху, це генерали Алексєєв, Корнілов, Денікін та інші.

## Цілі та ідеологія

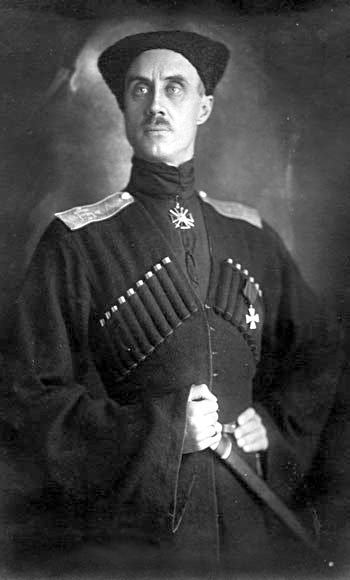
Генерал-лейтенант- барон П. Н. Врангель

Значна частина російської еміграції 20-30-х років 20 століття на чолі з політичним теоретиком І. А. Ільїним, головнокомандувачем Російської армією генерал-лейтенантом бароном П. Н. Врангелем та князем П. Д. Долгоруковим проводили паралель між зками рівності між поняттями «Біла ідея» та «державна ідея». У своїх роботах Ільїн багато писав про значущу духовну силу протибільшовицького руху, яка проявлялася «не в побутовій пристрасті до батьківщини, а в любові до Росії як насправді релігійної святині» .

Генерал барон Врангель під час виступу з нагоди утворення антирадянського уряду Російської ради говорив, що Білий рух «безмежними жертвами і кров'ю найкращих синів» повернув до життя «бездиханне тіло російської національної ідеї», а князь Долгоруков, який був його підтримкою, зауважував, що Білий рух, навіть в еміграції повинен зберігати власну ідею державної влади.

## Білий рух як частинаросійського фашизму
Ідеї Антона Денікіна були дуже близькі к чорносотенцям та можуть вважатися коріннями фашизму.
Антон Денікін використовував для інших народів регулярну пропаганду в якій було сказано що він їх врятує, хоча, насправді, він був не тільки українофобом а й ненавидів усіх окрім росіян.
Його солдати разом з іншими білим заснували в еміграції партію РФП та ВФО. Написали книги на російській дореволюційній книги «Перший російський фашист» та «Основи російського фашизму».